# 드미트리 발란딘
드미트리 이고레비치 발란딘(러시아어: Дми́трий И́горевич Бала́ндин, 1995년 4월 4일~)은 카자흐스탄의 수영 선수로 주 종목은 평영이다. 인천에서 열린 2014년 아시안 게임 남자 평영 50m,100m와 200m 결승 경기에서 모두 금메달을 획득하며 3관왕을 차지했다. 이후 2016년 하계 올림픽에서 금메달을 획득하여 카자흐스탄 선수로서는 최초로 올림픽 수영 메달을 획득했다.